# Fonds stratégique de participations
Pour les articles homonymes, voir FSP.
Le fonds stratégique de participations (FSP) est un fonds d'investissement français créé en 2012 par quatre compagnies d'assurances françaises, CNP Assurances, Société générale Assurances, Crédit agricole Assurances et BNP Paribas Cardif dans l'objectif de réaliser des investissements stratégiques dans des entreprises cotées françaises de capitalisation moyenne. Elles ont par la suite été rejointes par BPCE Assurances, Groupama et Suravenir Assurances (Crédit mutuel Arkéa),.

## Histoire
Le 21 mars 2016, le Fonds stratégique de participations annonce son 4e investissement de long terme par son entrée au capital de l'opérateur mondial de satellites de télécommunications Eutelsat.
En 2020, le Fonds stratégique de participations confie sa gestion financière à la société ISALT (pour "Investissements stratégiques en actions long terme"), une entité de gestion contrôlée par l'institution publique Caisse des dépôts et consignations.

## Missions

### Objectifs
L'objectif du Fonds stratégique de participations est de réaliser des investissements stratégiques dans des entreprises cotées françaises de capitalisation moyenne.

## Participations
Le Fonds stratégique de participations possède une participation au capital des entreprises suivantes :
- Eutelsat (opérateur de satellites) : 4,14 % du capital ;
- Elior (restauration collective) : 3,56 % du capital ;
- Valeo (équipementier automobile) : 4,17 % du capital[5];
- Safran (hautes technologies) : 4 % du capital, sorti[6];
- Arkema (science des matériaux) : 7,92 % du capital[7];
- Tikehau Capital (gestion d'actifs alternatifs) : 6,87 % du capital ;
- Groupe SEB (petit équipement domestique) : 4,73 % du capital ;
- Robertet (parfums et arômes) ;
- Verkor (batteries pour véhicules électriques) ;
- Soitec (matériaux semi-conducteurs) : 2,48 % du capital ;
- Believe (marché de la musique), sorti[8];
- Neoen (producteur d'énergie renouvelable), sorti[8].